# Crataegus gattingeri
Crataegus gattingeri es una especie de planta del género Crataegus, perteneciente a la familia Rosaceae.

## Taxonomía
Crataegus gattingeri fue descrita por William Willard Ashe en 1900.

## Distribución
Se encuentra en el territorio centro-este y sureste de Estados Unidos.